# Zhu Ronghua
Zhu Ronghua, född 9 maj 1974, är en friidrottare från Kina. Han deltog vid olympiska sommarspelen 2004.